# Gmina Młynarze
Die Gmina Młynarze ist eine Landgemeinde im Powiat Makowski der Woiwodschaft Masowien in Polen. Ihr Sitz der gleichnamige Dorf.

## Gemeinde
Zur Landgemeinde Młynarze gehören 15 Dörfer mit einem Schulzenamt:
Długołęka Wielka
Długołęka-Koski
Głażewo-Cholewy
Głażewo-Święszki
Gierwaty
Kołaki
Młynarze
Modzele
Ochenki
Ogony
Rupin
Sadykierz
Strzemieczne-Oleksy
Sieluń
Załęże-Ponikiewka
Weitere Orte der Gemeinde sind Strzemieczne-Hieronimy und Strzemieczne-Wiosny.